# ديمين هوبر
ديمين هوبر (بالإنجليزية: Damien Hooper) (مواليد 5 فبراير 1992) هو ملاكم أسترالي، مثّل بلاده في الألعاب الأولمبية الصيفية 2012.

## روابط خارجية
ديمين هوبر على موقع بوكس ريك (الإنجليزية) (registration required)
- ديمين هوبر على موقع اللجنة الأولمبية الدولية (الإنجليزية)
- ديمين هوبر على موقع أوليمبيديا (الإنجليزية)
- ديمين هوبر على موقع اللجنة الأولمبية الأسترالية (الإنجليزية)
- ديمين هوبر على موقع اتحاد ألعاب الكومنولث (مؤرشف) (الإنجليزية)